# لاري كاربنتر
لاري كاربنتر (بالإنجليزية: Larry Carpenter)‏ هو مخرج أمريكي، ولد في 12 أغسطس 1948 في بروكبورت في الولايات المتحدة.

## وصلات خارجية
- لاري كاربنتر على موقع IMDb (الإنجليزية)
- لاري كاربنتر على موقع قاعدة بيانات برودواي على الإنترنت (الإنجليزية)
- لاري كاربنتر على موقع قاعدة بيانات الفيلم (الإنجليزية)